# Jon Martín
Pour les articles homonymes, voir Jon Martin et Martin.
Martín  Vicente est un nom espagnol. Le premier nom de famille, en général paternel, est Martín ; le second, en général maternel, souvent omis, est Vicente.
Jon Martín Vicente, né le 23 avril 2006 à Saint-Sébastien en Espagne, est un footballeur espagnol qui évolue au poste de défenseur central à la Real Sociedad.

## Biographie

### Carrière en club
Formé à la Real Sociedad, Jon Martín intègre successivement les équipes C et B du club en 2023.
Le 19 mai 2024, il dispute son premier match en championnat d'Espagne, entré en jeu avec l'équipe première lors d'une victoire 2-0 contre le Real Betis. Il participe également à la Ligue Europa 2024-2025, où il est titularisé à plusieurs reprises, pour la première fois face à l'OGC Nice le 25 septembre 2024.

### En sélections nationales
International espagnol depuis les catégories U16, Jon Martín participe notamment au Championnat d'Europe U17 en 2023, où son équipe atteint les demi-finales,. Il est également sélectionné pour la Coupe du Monde U17 en Indonésie la même année.

## Style de jeu
Jon Martín se distingue par sa solidité défensive, son sens de l'anticipation et sa capacité à remporter les duels aériens. Il adopte un style de défense actif, n'hésitant pas à presser ses adversaires et à effectuer des tacles glissés bien maîtrisés. Bien qu'il soit principalement axé sur la défense, il participe également à la relance grâce à une bonne maîtrise technique et une précision dans ses passes. Son style de jeu est comparé à celui de Cristian Romero,.

## Palmarès

### En sélections nationales
Espagne -19 ans
- Championnat d'Europe
  - Finaliste en 2025